# Apela
A Ápela , era uma assembléia formada por, cidadãos espartanos,com mais de trinta anos, que elegia os membros da Gerúsia que, aprovavam ou rejeitavam, as leis encaminhadas por eles. Correspondia à Eclesia, em Atenas. Todo espartano homem com mais de 30 anos podia participar das reuniões, que, de acordo com Licurgo, aconteciam a cada lua cheia, nas imediações de Esparta. Originalmente aconteciam na Agora, com a condução dos reis. Mais tarde, eram conduzidas pelos éforos. A votação acontecia aos gritos. A Apela apenas rejeitava ou aceitava as propostas a ela submetidas. Geralmente, a Apela deliberava sobre a guerra e a paz. A Apela também era responsável por eleger os membros da Gerúsia. Os candidatos eram selecionados a partir da aristocracia. Também elegiam os cinco éforos anualmente; eram eles que presidiam a Gerúsia e a Apela, e não podiam ser reeleitos. Vale lembrar que a Gerúsia sempre tinha poder de voto sobre a Apela. 